# 文五捕物絵図
『文五捕物絵図』（ぶんごとりものえず）は、NHKにて、杉良太郎主演で1967年4月7日から1968年10月11日まで、金曜日20時 - 21時に放送された時代劇である。全74回。なお、同年10月10日から東京12チャンネル（現：テレビ東京）系列にて、25話分が再放送された。従来の捕物時代劇とは異なり、ストーリーは事件の犯人側を中心に描かれ、岡っ引単独の活躍ではなく、同心、岡っ引とその配下による「集団捜査」によって事件を解決するという、警察ドラマの手法とリアルな描写で好評を博し、1年間の放送が半年延長となった。
当初、文五の役には竹脇無我が予定されていたが、松竹からのNGで栗塚旭に変更。しかし、既にNET（現：テレビ朝日）系列の『俺は用心棒』の撮影がスタートしており断念。そうした状況下、前年に日活所属となり、テレビ時代劇『燃えよ剣』（東京12チャンネル）で注目され、本作では大工の三次役でキャスティングされていた杉良太郎が自ら志願し、主役に抜擢。杉は本作で一躍スターになった。後年、1991年に日本テレビ系で、1996年にはテレビ東京系でスペシャルドラマとしてリメイクされている（ともに主演は3代目中村橋之助）。

## あらすじ
江戸天保年間、神田天神下に住む若き岡っ引の活躍を描く捕物劇。隠居した父・文五郎の跡目を継ぎ、岡っ引となった文五が、同心・長谷源八郎の下、下っ引・丑吉、配下となって協力する小間物屋の与之助、大工の三次、板前の矢七と共に難事件を次々に解決する。

## キャスト
- 文五：杉良太郎
- 文五郎：東野英治郎
- 丑吉：露口茂
- おけい：奈美悦子
- 与之助：東京ぼん太
- 長谷源八郎：中村竹弥
- おせい：宇治みさ子
- 三次：松川勉
- お京：井上清子
- ゆみ：岸田今日子
- 兼太：中村光輝
- 河太郎：村田正雄
- 琴絵：磯野洋子
- 草太郎：和崎俊哉
- 幸吉：青山良彦
- 矢七：常田富士男
- おくま：加藤玉枝
- 巳之：なべおさみ
- 倉田勝次郎：小林勝彦
- おとく：緋多景子
- 勘太：山田太郎
- 源太：ささきがん
- 以三：北村和夫
- おしの：長谷川稀世
- 語り：中西龍

ほか

## スタッフ
- 原作：松本清張『虎』『見世物師』（ともに『紅刷り江戸噂』収録）[1][2]
  - 松本清張の他の作品（時代小説以外の作品も含む）の設定を併用している回が多い。
- 脚本：杉山義法、倉本聰、佐々木守、川崎九越、岡田光治、須藤出穂、石堂淑朗、津上忠、田村孟、石山透ほか
- 演出：和田勉、安江泰雅、沼野芳脩、斎藤暁、村上慧、五十島長平
- 音楽：冨田勲
- 制作：合川明
- 製作：NHK

## 放映リスト（サブタイトルリスト）
| 話 | 放送日         | サブタイトル         | 原作 （『虎』『見世物師』以外） | 脚本       | 演出       |
| -- | -------------- | -------------------- | ------------------------------- | ---------- | ---------- |
| 1  | 1967年04月07日 | 夢の器               | 青のある断層                    | 杉山義法   | 和田勉     |
| 2  | 04月14日       | 春の芝居             |                                 | 倉本聰     |            |
| 3  | 04月21日       | 越後こぼれ花         | 坂道の家                        | 倉本聰     | 和田勉     |
| 4  | 04月28日       | 嘘の実り             | 証言                            | 杉山義法   | 安江泰雅   |
| 5  | 05月12日       | 歌之丞首絵           | 顔                              | 倉本聰     | 安江泰雅   |
| 6  | 05月19日       | 聞いた女             | 声                              | 岡田光治   | 和田勉     |
| 7  | 05月26日       | 罠                   | 弱味                            | 川崎九越   | 沼野芳脩   |
| 8  | 06月02日       | 万葉翡翠             | 万葉翡翠                        | 佐々木守   | 和田勉     |
| 9  | 06月09日       | 影の部分             | 市長死す                        | 石山透     | 沼野芳脩   |
| 10 | 06月16日       | 青い渦巻             | 巻頭句の女                      | 佐々木守   | 和田勉     |
| 11 | 06月23日       | 鴉                   | 鴉                              | 倉本聰     | 和田勉     |
| 12 | 06月30日       | 武州糸くり唄         | 張込み                          | 倉本聰     | 和田勉     |
| 13 | 07月07日       | 七夕天女             | 一年半待て                      | 杉山義法   | 斎藤暁     |
| 14 | 07月14日       | 地獄の釜のふたがあく | 凶器                            | 須藤出穂   | 和田勉     |
| 15 | 07月21日       | 送り火               | 左の腕                          | 倉本聰     | 和田勉     |
| 16 | 07月28日       | 俺は知らない         | 俺は知らない                    |            | 斎藤暁     |
| 17 | 08月04日       | 山椒魚               | 山椒魚                          | 杉山義法   | 斎藤暁     |
| 18 | 08月11日       | 夏姿町人ばやし       | くるま宿                        | 須藤出穂   | 沼野芳脩   |
| 19 | 08月18日       | 夕顔の女             | 失敗                            | 川崎九越   | 斎藤暁     |
| 20 | 08月25日       | 相州送り舟           | 白い闇                          | 倉本聰     | 和田勉     |
| 21 | 09月01日       | 包丁侍始末           | 怖妻の棺                        | 須藤出穂   | 沼野芳脩   |
| 22 | 09月15日       | 献上御神事太鼓       | 火の記憶                        | 杉山義法   | 斎藤暁     |
| 23 | 09月22日       | 不忍狐               | 種族同盟                        | 八木沢武孝 | 沼野芳脩   |
| 24 | 09月29日       | 菊坂町路地裏         | (オリジナル脚本)                | 倉本聰     | 和田勉     |
| 25 | 10月13日       | 駅路                 | 駅路                            | 岡田光治   | 斎藤暁     |
| 26 | 10月20日       | 赤猫                 | 赤猫                            | 杉山義法   | 安江泰雅   |
| 27 | 10月27日       | 甲州屋お力           | 女義太夫                        | 倉本聰     | 和田勉     |
| 28 | 11月03日       | 夢枕千両箱異聞       | 穴の中の護符                    |            | 安江泰雅   |
| 29 | 11月10日       | 賭け                 | 拐帯行                          |            | 斎藤暁     |
| 30 | 11月17日       | 豊虎と鮑と乙姫さま   | 見世物師                        | 岡田光治   | 和田勉     |
| 31 | 11月24日       | 冬の女               | 霧の旗                          | 倉本聰     | 和田勉     |
| 32 | 12月01日       | 霧の夜話             | 情死傍観                        | 杉山義法   | 斎藤暁     |
| 33 | 12月08日       | 南蛮無頼             | 疵                              | 須藤出穂   | 斎藤暁     |
| 34 | 12月15日       | 天城越え             | 天城越え                        | 杉山義法   | 安江泰雅   |
| 35 | 12月22日       | 初恋                 | 亀五郎犯罪誌                    | 倉本聰     | 和田勉     |
| 36 | 12月29日       | 天保十七歳           |                                 | 倉本聰     | 和田勉     |
| 37 | 1968年01月05日 | 初姿仁輪加侍         |                                 | 須藤出穂   | 斎藤暁     |
| 38 | 01月12日       | 人情吹ぬき亭         |                                 | 杉山義法   | 安江泰雅   |
| 39 | 01月19日       | おしの恋暦           |                                 | 杉山義法   | 安江泰雅   |
| 40 | 01月26日       | 越前子守唄考         | 閉鎖                            | 倉本聰     |            |
| 41 | 02月02日       | 本日うし紅           | 二階                            | 杉山義法   |            |
| 42 | 02月09日       | 月から来た男         | 相模国愛甲郡中津村              | 岡田光治   | 和田勉     |
| 43 | 02月16日       | 佃唄夢曳網           | 犯罪広告                        | 杉山義法   | 斎藤暁     |
| 44 | 02月23日       | 舞扇蔦吉屏風         | 三人の留守居役                  | 須藤出穂   | 安江泰雅   |
| 45 | 03月01日       | 流れ雛               | 交通事故死亡1名                 | 倉本聰     | 和田勉     |
| 46 | 03月08日       | 夜の傷痕             | 家紋                            | 須藤出穂   | 斎藤暁     |
| 47 | 03月15日       | 消えた女             | たづたづし                      | 川崎九越   | 斎藤暁     |
| 48 | 03月29日       | 伝馬町ばやし         | 町の島帰り                      | 杉山義法   | 沼野芳脩   |
| 49 | 04月05日       | 突風                 | 突風                            | 津上忠     | 安江泰雅   |
| 50 | 04月12日       | 江戸は春花より小判   | 贋札づくり                      | 須藤出穂   | 斎藤暁     |
| 51 | 04月19日       | 伽羅の女             | 白梅の香                        | 須藤出穂   | 斎藤暁     |
| 52 | 04月26日       | 男坂界隈             | （オリジナル脚本）              | 倉本聰     | 斎藤暁     |
| 53 | 05月03日       | 疵                   | 疵                              | 津上忠     | 安江泰雅   |
| 54 | 05月10日       | おふくろ番屋         |                                 |            | 沼野芳脩   |
| 55 | 05月17日       | 天保十一年初夏       | 赤猫                            | 倉本聰     | 斎藤暁     |
| 56 | 05月24日       | 笑う首               | 術                              | 須藤出穂   | 沼野芳脩   |
| 57 | 05月31日       | 花火                 |                                 | 杉山義法   | 安江泰雅   |
| 58 | 06月07日       | 狂った時計           | カルネアデスの舟板              | 杉山義法   | 安江泰雅   |
| 59 | 06月14日       | 盛り場               | 女義太夫                        |            | 村上慧     |
| 60 | 06月21日       | 鬼蛍                 | 雨と川の音                      | 杉山義法   | 安江泰雅   |
| 61 | 07月05日       | かけおち坂           | 箱根心中                        | 杉山義法   | 五十島長平 |
| 62 | 07月12日       | 機の音               | 波の塔                          | 倉本聰     | 斎藤暁     |
| 63 | 07月19日       | 文五の恋             | 波の塔                          | 倉本聰     | 斎藤暁     |
| 64 | 07月26日       | 目明し灯籠           | 日光中宮祠事件                  |            | 沼野芳脩   |
| 65 | 08月02日       | 土用かっぱ亭         |                                 |            | 安江泰雅   |
| 66 | 08月09日       | 蔵の中               | 蔵の中                          |            | 沼野芳脩   |
| 67 | 08月16日       | ふるさとまとめて     | 捜査圏外の条件                  |            | 村上慧     |
| 68 | 08月23日       | 下総かくれ里         | ゼロの焦点                      | 倉本聰     | 斎藤暁     |
| 69 | 09月06日       | 濁流の詩             | 恐喝者                          | 杉山義法   | 沼野芳脩   |
| 70 | 09月13日       | 八丈御赦免花         | 共犯者                          |            | 安江泰雅   |
| 71 | 09月20日       | 湯島切通し           | 特技                            |            | 五十島長平 |
| 72 | 09月27日       | 妖怪                 | 天保図録                        |            | 沼野芳脩   |
| 73 | 10月04日       | 文五とおけい         | 天保図録                        |            | 斎藤暁     |
| 74 | 10月11日       | 天保の青春（最終回） | 啾々吟                          | 杉山義法   | 安江泰雅   |

## リメイク版（中村橋之助主演）

### 1991年版
『文五捕物絵図 男坂界隈』のタイトルで、1991年3月26日の19時 - 20時54分に中村橋之助（文五役）主演で放送された。
キャスト
- 文五：中村橋之助
- 寺尾聰
- 丹波哲郎
- 若林豪
- 石橋蓮司
- 夏八木勲
- 洞口依子
- 平泉成
- 森次晃嗣

スタッフ
- 脚本：倉本聰
- 音楽：桜庭伸幸
- 監督：吉田啓一郎
- 製作：日本テレビ、C.A.L

### 1996年版
『松本清張原案・時代劇スペシャル 文吾捕物絵図 張り込み』のタイトルで、1996年4月5日の21時 - 22時49分に中村橋之助（文五役）主演で放送された。サブタイトルは「恋人は現れるか? 謎の父娘と暴かれる悲しい過去」。
キャスト
- 文吾：中村橋之助
- 卯助：萬屋錦之介 - 錦之介にとって生前最後の時代劇出演作品となった。
- おあき：国生さゆり
- 小西博之
- 石原良純
- 渡辺哲
- 川原和久
- 貴石彩子

スタッフ
- 原作：松本清張『張込み』『左の腕』
- 脚本：国弘威雄
- 監督：小澤啓一
- 製作：テレビ東京、G・カンパニー

## 出版資料
- 倉本聰コレクション9 文五捕物絵図（1）（理論社、1983年4月）
- 倉本聰コレクション10 文五捕物絵図（2）（理論社、1983年5月）